# Araeopteron fragmenta
Araeopteron fragmenta là một loài bướm đêm trong họ Erebidae.